# Lakner Zoltán (szociológus)
Lakner Zoltán Lehel (Veszprém, 1952. október 21. –) magyar történész szociológus, magyar–történelem szakos tanár, szociálpolitikus, a Szociálpolitikai Tükör főszerkesztője, tanszékvezető főiskolai docens, egyetemi oktató. 1990–1994 között a szociális válságkezelő programok kormánybiztosa, 1998–2002 között szociálpolitikáért, majd családpolitikáért felelős helyettes államtitkár, 2010–2012-ben az EMMI politikai főtanácsadója, a Nemzeti Társadalmi Felzárkózási Stratégia elkészítésének szakpolitikai koordinátora.
2015-től a névrokonokkal való összetévesztés elkerülése érdekében a Lehel utónévvel kiegészítve (eredetileg is így volt anyakönyvezve) használja a teljes születési nevét.

## Tanulmányai
1971-ben érettségizett a Szentendrei Ferences Gimnáziumban. 1974 és 1984 között Szombathelyen a Berzsenyi Dániel Tanárképző Főiskolán szerzett népművelő (művelődésszervező) és könyvtár szakos, majd történelem és magyar szakos tanári diplomát. 1990-ben szerezte meg az ELTE Bölcsészettudományi Karán a szociológus, szociálpolitikus végzettséget (MSc). Hungarológia PhD-fokozatot  szociológia-filológia tudományágban 2010-ben Nyitrán, a Konstantin Filozófus Egyetem Közép-európai Tanulmányok Intézetének Hungarológia Doktori Iskolájában szerzett „Nők, munka család az ötvenes évek magyar folyóirataiban”' című értekezésével.

## Szakmai pályafutása
1978–1990 között általános iskolai nevelői és tanári munkát előbb Budakalászon, majd Óbuda-Békásmegyeren a Bárczi Géza Általános iskolában végzett. Utóbbiban négy éven keresztül igazgatóhelyettesként működött. Munkatársaival együtt a nevéhez fűződik az ország első iskolai mentálhigiénés programjának a kidolgozása és működtetése.
1990–1994 között a szociális válságkezelő programok kormánybiztosaként elindította és koordinálta a több szintű hazai hajléktalanellátó rendszer kiépítését és a kistérségi válságkezelő programokat. Nevéhez fűződik a szociális földprogramok kidolgozása, bevezetése és elterjesztése, valamint a falugondnoki szolgálatok bevezetése, rendszerbe szervezése, szakmai és szabályozási kereteinek kidolgozása. Kormánybiztosi feladatai mellett 1992-94-ben szociálpolitikáért felelős helyettes államtitkári feladatokat is végzett, melynek során munkacsoportjának vezetőjeként kidolgozta az ország első szociális törvényét (1993. évi törvény a szociális igazgatásról és szociális ellátásokról). Feladatkörét a Népjóléti Minisztériumban látta el.
1994–1998 között az esztergomi Vitéz János Római Katolikus Tanítóképző Főiskolán (VJRKTF) főiskolai docens, majd tanszékvezetőként a szociálpedagógus képzés vezetője.
1998–2002 között a Szociális és Családügyi Minisztérium helyettes államtitkáraként nevéhez köthető az első családok támogatásáról és a fogyatékossági támogatásról szóló hazai törvény kidolgozása, amelyek korszerű alapokra helyezve rendszeralkotó szabályozásként láttak napvilágot.
2002-től 2011-ig a VJRKTF, majd betagozódás után a Pázmány Péter Katolikus Egyetem Vitéz János Karának tanszékvezetője (Szociális Képzési és Neveléstudományi Tanszék). (A szociológia, a társadalom- és szociálpolitika etc. tanára.) 2007-től projektmenedzser Esztergomban, a városi drogmegelőzési program vezetője.
2015-től a Szociálpolitikai Szemle, majd 2019-től a Szociálpolitikai Tükör főszerkesztője.
2019-től az Aquinói Szent Tamás Ökumenikus Közéleti Akadémia tanulmányi vezetője, a Keresztény közéleti mediátor szak kidolgozója.

## Közéleti tevékenysége
A szerveződő földalatti ellenzék egyik képviselőjelöltjeként indult az 1985-ös választásokon. Konspiratív körülmények között (Kovács Miklós néven) társszerkesztője az 1981-ben elindult, és hat számot megélt Magyar Figyelő szamizdat folyóiratnak. (A lap vezető szerkesztője Bába Iván volt.)
A nyolcvanas években rendszeresen szállított (csempészett) könyveket, folyóiratokat erdélyi értelmiségieknek, lelkészeknek, tudósoknak.
A nyolcvanas évek végétől aktív közéleti szervező tevékenységbe kezdett. Negyedmagával kezdeményezte a Nagycsaládosok Országos Egyesületének megalapítását 1987-ben. 1988-ban alapítója az egyik első keresztény alapú civil szervezetnek, a Szentendrei Ferences Öregdiákok Egyesületének, amelynek tíz éven át az elnöki feladatait is ellátta. Kezdeményező alapítója a Pedagógusok Demokratikus Szakszervezetének 1988-ban.
Elindítója az ország első iskolaszékkel is rendelkező keresztény iskolakezdeményezésnek Békásmegyeren, a Mustármag Keresztény óvodának, általános-és középiskolának.
Már államtitkárként létrehozta a Mocsáry Lajos Alapítványt (1992) és Kárpátok Szociális Alapítványt (1994) a határon túli magyarok szociális kezdeményezéseinek támogatására. 2005-ben a szociálpedagógus képzés és a képzőhelyek megerősítése és összetartása céljából létrehozta a Szociális Szakemberek Fóruma egyesület.
1990–1994 között Budapest III. kerületi önkormányzati képviselő[forrás?] az MDF színeiben, melynek két évig a kerületi elnöki tisztségét is ellátta.
1994–1998 között már a FIDESZ tagjaként a Fővárosi Önkormányzat képviselője[forrás?], a Lakásügyi és Szociális Bizottság alelnöke.

## Díjak
Közéleti tevékenysége elismeréseként megkapta:
- a Széchenyi Társaság Díja a határon túli magyarokért végzett munkáért, 1991[5]
- Pro Schola díj (A Szentendrei Ferences Gimnázium alapította elismerés a ferences diákközösségért, 1999)[pontosabban?]
- Bocskai-díj (Bocskai Szövetség, 2005)[6]
- A Magyar Érdemrend lovagkeresztje (2016).

## Művei
- Lakner Zoltán Lehel: Modernizációs jelek és szempontok a roma felzárkózás kérdéseihez. Kapocs 2023. 1.
- Lakner Zoltán Lehel (szerk.): Árpádházi Szent Erzsébet Nemzeti Szociálpolitikai Gyűjtemény. SZIME 2020.
- Lakner Zoltán: A nő és az "antinő" - avagy a teremtett világ fölszámolása. Szociálpolitikai Tükör 2021. 1-2.
- Lakner Zoltán Lehel: Széttört családpolitika - Zavar a handbookban, avagy reflexiók egy kézikönyvre. Szociálpolitikai Tükör 2020.1.
- Lakner Zoltán Lehel: Romák felfelé. Kapocs 2020. 1. sz.
- Lakner Zoltán Lehel: Szegények mindig lesznek köztetek ... Máltai Tanulmányok 2019. 3-4.
- Lakner Zoltán Lehel: A családpolitika szemlélete. Kapocs 2018.1.
- Lakner Zoltán Lehel - Kovács Ibolya,: (szerk.) Rendszer és váltás. A szociális törvény 25 éve. Szemle Könyvek 4. SZOSZAK 2018.
- Lakner Zoltán Lehel, Gulyásné Kovács Erzsébet, Csókay László (Szerk.) "Nem csak szív kell, de kell tudás is" ... 20 éves a gyermekvédelmi törvény. Szemle Könyvek 4. SZOSZAK 2017.
- Lakner Zoltán Lehel: Id. Antal József a magyar menekültügyben. Szociálpolitikai Szemle 2016. 1.
- Lakner Zoltán Lehel. A szegénység keresztény értelmezése.  Szociálpolitikai Szemle 2015. 2-3.
- Lakner Zoltán: Keresztény társadalometika I. Egyház és társadalom. A tanítás forradalma. PPKE - Szent István Társulat. Budapest, 2012. 200 p.
- Lakner Zoltán: Szociálpolitika. PPKE - Szent István Társulat. Budapest, 2012. 200 p.[7]
- Lakner Zoltán (sorozatszerkesztő): Pázmány Szociális Tanulmányok 1 - 7. Szent István Társulat - PPKE 2012.
- Lakner Zoltán: Romák Magyarországon. Helyzetkép a 21. század második évtizedének küszöbén. Magyarország politikai évkönyve. DKMKKA Budapest, 2011.
- Lakner Zoltán: Távolodás a szociális államtól. Magyarország politikai évkönyve. DKMKKA Budapest, 2010.
- Lakner Zoltán: Szociálpolitika. Magyarország politikai évkönyve. DKMKKA Budapest, 2009.
- Lakner Zoltán (szerk.): Munkaügyi, foglalkoztatási tanácsadás és kommunikáció. PPKE Esztergom, 2008.
- Lakner Zoltán: A keresztény emberképre épülő családpolitika. In. A világ útja az egység felé. VJRKTF Esztergom, 2007.
- Lakner, Zoltán: A posztmodern jelenség. In: Tordainé, Vida Katalin (szerk.) Múlt és jövő - hagyományos és új trendek az ismeretszerzés formáiban. VJRKTF Esztergom, 2007.
- Lakner Zoltán: Gyakorlatorientált szociális képzés európai szinten. In. A magyar felsőoktatás jövője az Európai unióban. VJRKTF Esztergom, 2006.
- Lakner Zoltán: A családpolitika rendszere. Védtelenek. In. Esély 2006. 3. sz. 85-109.
- Lakner Zoltán: Családpolitika – rendszer – prevenció. In. Fejlesztő Pedagógia 2005.
- Lakner Zoltán: Kis magyar népesedéstörténet. In. Ifjúság, munka, kultúra VJRKTF Esztergom 2005.
- Lakner, Zoltán - Tordainé, Vida Katalin: Gyakorlatorientált szociális képzés európai szinten. In: Magyar, György (szerk.) A magyar felsőoktatás jövője az Európai Unióban. VJRKTF Esztergom 2004.
- Lakner Zoltán: Utak és töréspontok a hazai szociálpolitika utolsó évtizedeiben. In. Utak és lehetőségek a szegénység visszaszorítására I. SZCSM Budapest, 2001.
- Lakner Zoltán (szerk.) : Gyermekbántalmazás I-II. Kalendart Kiadó, Budapest, 1997.
- Lakner Zoltán: A hajléktalanellátás négy éve Magyarországon. Pro Domo Budapest, Periféria Füzetek 1993/3.

### Kéziratok, kutatási jelentések
- Lakner Zoltán: A tű foka. Nemzet és újjászületés. (kézirat 2023.)
- Lakner Zoltán: Magyar vagyok, magyarnak születtem. Identitáskutatás. Szociálpolitikai Tükör 2021. 3-4.
- Lakner Zoltán: Gender és policy. 2009. Budapest.
- Lakner Zoltán: Családbarát város. Hódmezővásárhely 2008.
- Lakner  Zoltán: Antiszegregációs tervek: Törökszentmiklós, Monor, Szob, Budapest X. kerület, Budapest, XVII. kerület, Budapest XII. kerület, Berettyóújfalu, Mezőkovácsháza.
- Lakner Zoltán: Veszprém város szociális ellátórendszerének vizsgálata, tartalmi, szakmai és módszertani, valamint szerkezeti javaslatok kidolgozása. 2007.
- Lakner Zoltán: Nemzet – nemzetiség – etnikum – cigánykérdés. Cigány Kulturális Központ. 1990. Budapest